# Lista de animais famosos
Este artigo lista animais/seres vivos que por algum motivo ganharam notoriedade e viraram celebridades.

## Baleias
| Nome    | Motivo do reconhecimento | Nascimento | Morte                  | Ref   |
| ------- | --- | ---------- | ---------------------- | ----- |
| Corky 2 | Corky 2 foi a primeira orca a engravidar e dar a luz em cativeiro, após passar por sete gestações. Sua filha, Kiva, viveu apenas 48 dias. | 1966       | ainda viva             | [ 1 ] |
| Keiko   | Esta Orca ficou conhecida como "Willy" por sua participação no filme Free Willy                                                           | 1976       | 12 de dezembro de 2003 | [ 2 ] |

## Cabras
| Nome             | Motivo do reconhecimento               | Nascimento   | Morte      | Ref   |
| ---------------- | -------------------------------------- | ------------ | ---------- | ----- |
| Chanel Guimarães | Influenciadora digital de Campo Grande | 2020         | ainda viva | [ 3 ] |
| Cremosa          | Influenciadora digital de Recife       | 2016         | ainda viva | [ 4 ] |
| Gerusa Tyfanny   | Influenciadora digital de Recife       | desconhecido | ainda viva | [ 5 ] |

## Cachorros
| Nome                                | Motivo do reconhecimento | Nascimento                              | Morte                                        | Ref    |
| ----------------------------------- | --- | --------------------------------------- | -------------------------------------------- | ------ |
| Balto                               | Ser personagem tema do filme Balto (filme) | 1919                                    | 1934                                         | [ 6 ]  |
| Barney                              | É o cão Scottish Terrier do ex-Presidente dos Estados Unidos, George W. Bush, e da primeira-dama Laura Bush. | 30 de Setembro de 2000                  | 2013                                         | [ 7 ]  |
| Beautiful Joe                       | Foi a inspiração do best seller de mesmo nome escrito em 1893 por Margaret Marshall Saunders. | antes de 1890                           | 1902?                                        | [ 8 ]  |
| Bentley                             | Bentley é um cão da raça border collie que ganhou notoriedade por ser muito medroso, chegando a ganhar a alcunha de O cão mais medroso do Reino Unido. | 2006                                    | 2012                                         | [ 9 ]  |
| Blondi                              | Ter sido a cadela de Adolf Hitler | 1941 ou 1942                            | 30 de Abril de 1945                          | [ 10 ] |
| Bo                                  | Conhecido por ser o cão do presidente dos Estados Unidos, Barack Obama. | 09 de Outubro de 2008                   | 2010                                         | [ 11 ] |
| Bluey                               | Este cachorro viveu por 29 anos, 5 meses e 7 dias, e é, até a atualidade, o cachorro mais longevo que se tem noítica do mundo. | Les Hall, Austrália, 7 de junho de 1910 | Rochester, Austrália, 14 de novembro de 1939 | [ 12 ] |
| Buddy "Budweiser"                   | Foi um dos dois animais de Bill Clinton quando ele era presidente dos Estados Unidos. | Setembro de 1997                        | 2 de janeiro de 2002                         | [ 13 ] |
| Cashdogg                            | Cash participou de clipes do Good Charlotte Lifestyles of the Rich and Famous e The Anthem. | 1998                                    | depois de 2003                               | [ 14 ] |
| Cadela "Preta"                      | Na noite do dia 9 de março de 2005, a cadela, que estava prenha, foi amarrada ao para-choque de um carro e arrastada pela cidade por Fernando Siqueira Carvalho, Marcelo Ortiz Schuch e Alberto Conceição da Cunha Neto. | dezembro de 2004                        | 09 de Março de 2005                          | [ 15 ] |
| Cães do programa espacial soviético | Foram cobaias em testes de voos sub-orbitais e orbitais, a fim de determinarem a possibilidade do voo espacial humano. A mais famosa cadela russa no espaço foi Laika (ver: Animais no espaço) | 22 de julho de 1951                     | 22 de fevereiro de 1966                      | [ 16 ] |
| Cadela "Faith"                      | Faith nasceu deficiente. Por trazer uma atrofia nas patas dianteiras, foi rejeitada pela mãe. Por seu trabalho motivacional Faith foi nomeada Sargento Honorário do Exército dos Estados Unidos. | Dezembro de 2005                        | ainda viva                                   | [ 17 ] |
| Cão "Fala"                          | Fala foi o famoso Scottish Terrier do Presidente dos Estados Unidos, Franklin Roosevelt. | 7 de Abril de 1940                      | 21 de junho de 1953                          | [ 18 ] |
| Cão "Fritz"                         | É o Bull terrier que aparece em todos os livros de Chris Van Allsburg. | 1984                                    | 2004                                         | [ 19 ] |
| Greyfriars Bobby                    | Foi um cachorro da raça Skye Terrier, que ficou conhecido em Edimburgo, Escócia, no século XIX por ter passado 14 anos guardando o túmulo de seu dono, até sua própria morte | 1858                                    | 14 de Janeiro de 1872                        | [ 20 ] |
| Hachiko                             | Em 1987, um filme japonês chamado Hachikô monogatari foi lançado e contava a história deste cachorro e seu dono. Uma refilmagem americana foi feita em 2009, intitulada de Hachiko: A Dog's Story (Sempre ao seu lado, no Brasil), estrelada por Richard Gere, ajudou a popularizar a história deste famoso cão no ocidente. | 10 de Novembro de 1923                  | 8 de março de 1935                           | [ 21 ] |
| Horand von Grafrath                 | Conhecido como Hektor Linksrhein, foi o primeiro pastor alemão da raça, formando a genética base para os cães da raça até os dias atuais. | 1 de janeiro de 1895                    | após 1899                                    | [ 22 ] |
| Pal                                 | Lassie "a cadela mais famosa do mundo", por participar em diversos filmes, séries de televisão e livros durante anos, foi interpretada pela cadela Pal | 1938                                    | 1951                                         | [ 23 ] |
| Loukanikos                          | Também chamado de Riot Dog, Kanellos, ou abreviado como Louk) é um cachorro que ganhou fama após sua participação nas manifestações contra cortes em gastos públicos na Grécia durante a Crise da dívida pública da Zona Euro                                                                                                | antes de 2009                           | maio de 2014                                 | [ 24 ] |
| Marley                              | Ser o cachorro do Filme e do livro "Marley & Eu" | 1994                                    | 25 de dezembro de 2008                       | [ 25 ] |
| Miss Beazley                        | Cachorro da raça scottish terrier do presidente dos EUA, George W. Bush e de sua esposa Laura Bush. | 28 de Outubro de 2004                   | ainda viva                                   | [ 26 ] |
| Pusuke                              | Foi registrado no "Livro dos Recordes" como cachorro mais velho vivo. | Japão, 1º de abril de 1985              | Sakura, 5 de dezembro de 2011                | [ 27 ] |
| Rody                                | Ficou notório por ser o cachorro a "interpretar" Marley no filme "Marley & Eu". Ganhou o prêmio Coleira de ouro, em 2012, por sua atuação neste filme | antes de 2008                           | ainda viva                                   | [ 28 ] |
| Snuppy                              | O primeiro cão clonado do mundo. | 24 de abril de 2005                     | ainda viva                                   | [ 29 ] |
| Spot Fetcher                        | Foi o cachorro do ex-presidente dos Estados Unidos, George W. Bush | 17 de março de 1989                     | 21 fevereiro de 2004                         | [ 30 ] |
| Cão "Yoda"                          | Yoda ficou notória ao ganhar o concurso "O Cão Mais Feio do Mundo", realizado na Califórnia em 2011. | 1997                                    | 10 de março de 2012                          | [ 31 ] |

## Cavalos
| Nome                                      | Motivo do reconhecimento | Nascimento                                                | Morte                                                             | Ref    |
| ----------------------------------------- | --- | --------------------------------------------------------- | ----------------------------------------------------------------- | ------ |
| Baloubet du Rouet                         | Ele é um famoso cavalo da raça Sela Francesa ou Sela Francês, raça que foi selecionada em um período estimado em 250 anos, tornando-se ideal para provas de Salto, Adestramento e Concurso Completo de Equitação. Montado pelo cavaleiro Rodrigo Pessoa, ele foi Tricampeão da Copa do Mundo de Hipismo em 1998, 1999 e 2000, e Campeão Olímpico em 2004, em Atenas, na Grécia. Esta aposentado desde 2007.       | 8 de maio de 1989                                         | 2239                                                              | [ 32 ] |
| Botafogo                                  | Ele foi um legendario thoroughbred do turfe sulamericano. Grande ídolo a Argentina, era a versão latina de Man o' War para os norte-americanos. | Haras El Moro, Argentina, 7 de novembro de 1914.          | Haras Chapadmahal, Mar del Plata, Argentina, 18 de abril de 1922. | [ 33 ] |
| Bucéfalo                                  | Era o cavalo de guerra de Alexandre, o Grande, rei da Macedônia e fundador de um dos maiores impérios da antiguidade. Nasceu no mesmo dia de Alexandre, o Grande | 20 de julho de 356 a.C                                    | 167 a.C?                                                          | [ 34 ] |
| Caramelo                                  | Cavalo resgatado durante as Enchentes no Rio Grande do Sul em 2024 | desconhecido                                              | ainda vivo                                                        | [ 35 ] |
| El Asteroide                              | Foi um dos principais arenáticos do turfe brasileiro e o primeiro a vencer por três vezes consecutivas o Grande Prêmio Bento Gonçalves. Após as pistas, serviu como reprodutor no Haras Ipiranga, de São Paulo, produzindo ganhadores clássicos. | 1960                                                      | ainda vivo                                                        | [ 36 ] |
| Estensoro                                 | foi um thoroughbred, de pelo alazão, que atuou de forma invicta nas pistas, transformando-se no maior ídolo equestre de sua época no sul do Brasil. Entre seus descendentes estão vários reprodutores. | 22 de setembro de 1955, Haras do Arado, Porto Alegre      | ainda vivo                                                        | [ 37 ] |
| Farwell                                   | foi um dos melhores cavalos de corrida nascidos no Brasil. | 1967                                                      | 2013                                                              | [ 38 ] |
| Glória de Campeão                         | É o thoroughbred nascido no Brasil ganhador da maior premiação em dinheiro em todos os tempos. | 2003, Haras Santarém, São José dos Pinhais, Paraná        | ainda vivo                                                        | [ 39 ] |
| Hans esperto (em alemão:, der Kluge Hans) | foi um cavalo que teria sido aparentemente treinado para desempenhar tarefas de aritmética e outras tarefas intelectuais pelo seu "professor", o alemão "von Osten". | antes de 1907                                             | 1936                                                              | [ 40 ] |
| Hickstead                                 | foi um garanhão canadense, campeão olímpico no Hipismo, em 2008. | 2 de março de 1996                                        | Verona, 6 de novembro de 2011                                     | [ 41 ] |
| Hornero                                   | foi um cavalo extraordinário e representa o chefe-maior da raça crioulo na América do Sul. Através da sua progênie tornou-se o mais importante reprodutor da raça crioula até nossos dias. | 1964                                                      | 1998                                                              | [ 42 ] |
| Incitato                                  | Era o cavalo preferido do Imperador Romano Calígula. Incitato tinha cerca de dezoito criados pessoais, era enfeitado com um colar de pedras preciosas e dormia no meio de mantas de cor púrpura. Foi-lhe também dedicada uma estátua em tamanho real de mármore com um pedestal em marfim. Reza a lenda que Calígula incluiu o nome de Inictatus no rol dos senadores e ponderou a hipótese de fazer dele cônsul. | 37 d.C.                                                   | 41 d.C.                                                           | [ 43 ] |
| Itajara                                   | foi um thoroughbred da geração de 1983, invicto em sete apresentações na Gávea | 1983                                                      | ainda vivo                                                        | [ 44 ] |
| Mossoró                                   | ossoró é ainda um dos símbolos referenciais do turfe brasileiro, não apenas por ter vencido o Grande Prêmio Brasil em sua primeira edição, mas por representar o primeiro sucesso do thoroughbred brasileiro competindo com outras criações como a respeitada linhagem argentina. | 1929                                                      | ainda vivo                                                        | [ 45 ] |
| Nearco                                    | foi um dos mais importantes cavalos de corrida nascido na Itália. | 1972                                                      | 1991                                                              | [ 46 ] |
| Quari Bravo                               | Foi considerado o melhor cavalo brasileiro de sua década, sendo lembradas suas arrancadas avassaladoras na reta de chegada. | 1987                                                      | 2000                                                              | [ 47 ] |
| Ribot                                     | Conhecido como "o cavalo do século XX", não conheceu derrota nas pistas de corrida de galope onde competiu. | English National Stud, Newmarket, 27 de fevereiro de 1952 | Darby Dan Farm, Lexington, Kentucky, 17 de abril de 1972          | [ 48 ] |
| Romántico                                 | foi um cavalo de corrida ídolo no turfe rioplatense | Haras Casupá, Uruguai3 de Setembro de 1935.               | Brasil, 1957                                                      | [ 49 ] |
| Secretariat                               | foi o legendário tríplice coroado do turfe norteamericano apos 25 anos sem algum cavalo obter tal título. O filme Secretariat conta sua história. | 3 de marco de 1970                                        | 4 de outubro de 1989                                              | [ 50 ] |
| Sleipnir                                  | Na mitologia nórdica, Sleipnir é o lendário corcel de oito patas e o ser mais rápido entre os planos. | 1220                                                      | 1241                                                              | [ 51 ] |

## Cobra
| Nome             | Motivo do reconhecimento | Nascimento | Morte | Ref    |
| ---------------- | --- | ---------- | ----- | ------ |
| Rafaela (sucuri) | Rafaela tornou-se notória por figurar em diversos programas de televisão do Brasil, como a minissérie Mad Maria e o Caldeirão do Huck, ambos da Rede Globo, e em novelas como Pantanal, da extinta Rede Manchete. | 1971       | 2009  | [ 52 ] |

## Crocodilo
| Nome                | Motivo do reconhecimento | Nascimento   | Morte                   | Ref    |
| ------------------- | --- | ------------ | ----------------------- | ------ |
| Crocodilo "Gustave" | Gustave é um notável comedor de humanos e acredita-se que tenha feito mais de 300 vítimas nas margens do rio Rusizi e do lago Tanganica. | 1999         | desconhecido            | [ 53 ] |
| Lolong              | Lolong é um crocodilo-de-água-salgada (Crocodylus porosus) gigante que viveu nas Filipinas. Estima-se que teria o comprimento de 6,17 metros e 2370 quilos de peso. Acredita-se que tenha sido um dos maiores crocodilos de água salgada do mundo. | desconhecido | 10 de fevereiro de 2013 | [ 54 ] |

## Elefantes
| Nome                                  | Motivo do reconhecimento | Nascimento      | Morte                  | Ref    |
| ------------------------------------- | --- | --------------- | ---------------------- | ------ |
| Elefante Hanno, ou Annone em italiano | foi o elefante branco, ou albino, mascote do papa Leão X, oferecido, na ocasião da sua coroação, por El-Rei D. Manuel I           | 1510            | 8 de Junho de 1516     | [ 55 ] |
| Elefante Jumbo                        | Jumbo foi um grande elefante da savana africana cuja retratação sem precedentes na imprensa o tornou consagrado no mundo inteiro. | Abissínia, 1861 | 15 de setembro de 1885 | [ 56 ] |

## Frango/Galinha
| Nome                      | Motivo do reconhecimento                                           | Nascimento    | Morte         | Ref    |
| ------------------------- | ------------------------------------------------------------------ | ------------- | ------------- | ------ |
| Mike, o frango sem cabeça | Ficou famoso por ter vivido por dezoito meses após ser decapitado. | abril de 1945 | março de 1947 | [ 57 ] |

## Gambá
| Nome        | Motivo do reconhecimento                                                                              | Nascimento              | Morte                           | Ref    |
| ----------- | --- | ----------------------- | ------------------------------- | ------ |
| Gambá Heidi | Heidi, a gambá vesga (como ficou conhecida), ficou famosa após prever os resultados do Oscar de 2011. | Carolina do Norte, 2008 | Leipzig, 28 de setembro de 2011 | [ 58 ] |

## Gatos
| Nome                | Motivo do reconhecimento | Nascimento          | Morte                   | Ref    |
| ------------------- | --- | ------------------- | ----------------------- | ------ |
| All Ball            | All Ball era o gato de estimação de Koko. | 1995                | 2002                    | [ 59 ] |
| Gato de Anfield     | Este felino ficou famoso ao passear no gramado do campo do estádio de Anfield, durante uma partida entre Liverpool Football Club e Tottenham Hotspur, pela Premier League, a primeira divisão do campeonato inglês de futebol, em fevereiro de 2012, e ganhou 30 mil fãs no Twitter. | antes de 2012       | ainda viva              | [ 60 ] |
| Gato Casper         | Foi um gato doméstico que atraiu atenção mundial em 2009, quando foi relatado que ele viajava de ônibus, em Plymouth, na Inglaterra. Virou celebridade, e o livro Casper the Commuting Cat foi escrito em sua homenagem.                                                             | 1997                | 14 de janeiro de 2010   | [ 61 ] |
| Gato Willow         | um gato de chita que viajou 1.800 milhas de Boulder, no Colorado para Nova Iorque. Ficou famoso após fazer uma aparição no programa The Today Show com Matt Lauer em 23 de setembro de 2011.                                                                                         | antes de 2011       | ainda viva              | [ 62 ] |
| India "Willie" Bush | India era a gata (animal) oficial do ex-presidente dos Estados Unidos, George Bush e de sua esposa, a primeira-dama Laura Bush. Ela viveu com a família Bush por quase 20 anos. | 1990                | 4 de janeiro de 2009    | [ 63 ] |
| Gato Jack           | foi um gato norueguês que foi perdido em 25 de agosto de 2011 pela American Airlines no aeroporto John F. Kennedy, antes do Furacão Irene. Uma campanha feita para que o gato fosse encontrado foi iniciada, com mais de 24.000 seguidores, em redes sociais como o Facebook.        | 2005                | 6 novembro de 2011      | [ 64 ] |
| Gato Larry          | É o atual gato da 10 Downing Street, popularmente chamado de Chief Mouser to the Cabinet Office | 2001                | ainda viva              | [ 65 ] |
| Gato Nora           | se tornou famosa por "tocar" piano. O The Times de Londres, em sua edição online, caracterizou a sua música como sendo "algo meio entre Philip Glass e free jazz ". | 2006                | 2013                    | [ 66 ] |
| Gato "Oscar"        | Oscar é um gato de uma instituição para doentes, que foi notícia no New England Journal of Medicine, por suas supostas habilidades em prever a morte iminente em pacientes terminais.                                                                                                | 2005                | ainda viva              | [ 67 ] |
| Príncipe Chunk      | foi um gato doméstico, que chegou a pesar 44 libras (ficando na segunda colocação como o maior gato do mundo). | 1992                | 2009                    | [ 68 ] |
| Sockington          | Ele ganhou fama através da rede social Twitter. A partir de maio de 2010,a conta de Sockington tinha mais de 1.500.000 seguidores, muitos dos quais são contas de animais. | antes de 2004       | ainda viva              | [ 69 ] |
| Gato Socks          | foi o gato da família do ex-presidente dos Estados Unidos, Bill Clinton e foi conhecido nos Estados Unidos e no mundo como "primeiro gato". | 1989                | 20 de fevereiro de 2009 | [ 70 ] |
| Gato Sybil          | foi uma gata considerada mascote de Downing Street, onde estão as residências oficiais, e do chamado Novo Trabalhismo no Reino Unido. | antes de 2011       | ainda viva              | [ 71 ] |
| Gato Tama (たま)    | É chefe de estação e diretora de operações da Estação Kishi em Kinokawa, no Japão. | 29 de abril de 1999 | 25 de junho de 2015     | [ 72 ] |
| Gato Willow         | também conhecido como Molly, é um gato de chita que viajou 1.800 milhas de Boulder, no Colorado para Nova Iorque, após desaparecer. Willow foi achado em 22 de setembro de 2011, e fez uma aparição no programa The Today Show com Matt Lauer em 23 de setembro de 2011.             | antes de 2011       | ainda viva              | [ 73 ] |

## Golfinho
| Nome              | Motivo do reconhecimento | Nascimento | Morte      | Ref    |
| ----------------- | --- | ---------- | ---------- | ------ |
| Golfinho "Winter" | é um golfinho que reside no Aquário Marinho de Clearwater em Clearwater, Flórida , amplamente conhecida por ter uma prótese de cauda. Ela é o tema do filme Winter, o golfinho, uma dramatização de sua história. | 2005       | ainda viva | [ 74 ] |

## Leões
| Nome           | Motivo do reconhecimento | Nascimento    | Morte      | Ref    |
| -------------- | --- | ------------- | ---------- | ------ |
| Leo the Lion   | Leo the Lion é o mascote do estúdio de cinema estadunidense Metro-Goldwyn-Mayer e de seus predecessores e produtores associados | antes de 1957 | ainda vivo | [ 75 ] |
| Leão Christian | Christian ficou famoso após aparecer no documentário Christian: The Lion at the End of the World, que virou febre na internet. Este documentário conta a história do encontro do Leão com seus antigos donos, anos após a separação. | 1969          | ainda vivo | [ 75 ] |

## Girafa
| Nome   | Motivo do reconhecimento                                               | Nascimento | Morte                 | Ref    |
| ------ | ---------------------------------------------------------------------- | ---------- | --------------------- | ------ |
| Zarafa | Zarafa foi a girafa dada a Carlos X da França por Mehmet Ali do Egito. | 1825       | 12 de janeiro de 1845 | [ 76 ] |

## Lobos
| Nome                  | Motivo do reconhecimento | Nascimento       | Morte                 | Ref    |
| --------------------- | --- | ---------------- | --------------------- | ------ |
| Loba Capitolina       | Segundo a lenda, foi a loba que alimentou os gêmeos Rômulo e Remo. Rômulo, foi o fundador da cidade de Roma e seu primeiro rei.        | antes de 296 a.C | 65 a.C                | [ 77 ] |
| The King of Currumpaw | O animal é citado no livro Wild Animals I Have Known do naturalista Ernest Thompson Seton.                                             | 1899             | 1899                  | [ 78 ] |
| Lobo de Custer        | O animal causou um prejuízo aproximado de $25.000 entre 1911 e 1920 ao redor de Custer, matando mais do que precisava para sobreviver. |                  | 11 de outubro de 1920 | [ 79 ] |

## Macacos
| Nome              | Motivo do reconhecimento | Nascimento                            | Morte                                  | Ref    |
| ----------------- | --- | ------------------------------------- | -------------------------------------- | ------ |
| Chimpanzé Bubbles | Foi o chimpanzé que viveu com o pop star Michael Jackson durante muitos anos. | 1974                                  | sem informação                         | [ 80 ] |
| Macaca Cheeta     | Cheeta foi o chimpanzé que protagonizou os filmes de “Tarzan” nas décadas de 30 e 40 | 1931                                  | 24 de dezembro de 2011                 | [ 81 ] |
| Chimpanzé Congo   | Ficou famoso por produzir trabalhos de arte com ajuda do artista Desmond Morris | 1954                                  | 1964                                   | [ 82 ] |
| Chimpanzé Ham     | Foi um chimpanzé camaronês que atingiu o posto de primeiro hominídeo lançado no espaço sideral | julho de 1956                         | 19 de janeiro de 1983                  | [ 83 ] |
| Gorila Koko       | gorila cativa aculturada treinada por dra. Francine 'Penny' Patterson e outros cientistas na Universidade de Stanford para comunicar certos sinais baseado na Linguagem de Sinais Americana | 4 de julho, 1971                      | 7 de Fevereiro, 2013                   | [ 84 ] |
| Macaco Tião       | o Macaco Tião tornou-se uma celebridade no Brasil, quando em 1988, após uma brincadeira criada pela revista Casseta Popular em defesa do voto nulo, foi lançada a sua candidatura não oficial para a Prefeitura do Rio de Janeiro. stima-se que o Macaco Tião tenha "recebido" naquele pleito mais de 400 mil dos votos dos eleitores, alcançando o que seria equivalente ao terceiro lugar, de um total de doze candidatos. Este fato o fez constar no Guinness World Records como o chimpanzé a receber mais votos no mundo. | Rio de Janeiro, 16 de janeiro de 1963 | Rio de Janeiro, 23 de dezembro de 1996 | [ 85 ] |
| Twelves           | Conhecido por ter sido animal de estimação do cantor Latino. | 12 de dezembro de 2012                | 20 de março de 2018                    |        |

## Ovelha
| Nome  | Motivo do reconhecimento                                                         | Nascimento         | Morte                   | Ref    |
| ----- | -------------------------------------------------------------------------------- | ------------------ | ----------------------- | ------ |
| Dolly | foi o primeiro mamífero a ser clonado com sucesso a partir de uma célula adulta. | 5 de Julho de 1996 | 14 de Fevereiro de 2003 | [ 86 ] |

## Papagaio
| Nome   | Motivo do reconhecimento | Nascimento | Morte | Ref    |
| ------ | --- | ---------- | ----- | ------ |
| Alex   | Alex foi um papagaio-cinzento que se tornou notório por sua inteligência, sendo capaz de fazer o reconhecimento de cores e de formas. Ele chegou até mesmo a chamar uma maçã de "banereja", uma vez que a fruta é vermelha por fora (como a cereja) e branca por dentro (como a banana). | 2002       | 2012  | [ 87 ] |
| Paulie | Paulie foi um notório papagaio, conhecido por assoviar em shows nos Estados Unidos e fazer parte de grupos de cantos o que o tornou conhecido como "Papagaio bom-de-papo". | 1916       | 1938  | [ 88 ] |

## Polvo
| Nome       | Motivo do reconhecimento | Nascimento                    | Morte                             | Ref    |
| ---------- | --- | ----------------------------- | --------------------------------- | ------ |
| Polvo Paul | Tornou-se conhecido no mundo inteiro por ter "previsto" — segundo se tem usado interpretar e dizer — corretamente os resultados da Seleção Alemã na Mundial de 2010, na África do Sul. | Ilha de Elba, janeiro de 2008 | Oberhausen, 26 de outubro de 2010 | [ 89 ] |

## Pombos
| Nome                      | Motivo do reconhecimento | Nascimento | Morte                                          | Ref    |
| ------------------------- | --- | ---------- | ---------------------------------------------- | ------ |
| Martha (pombo-passageiro) | Martha foi o último pombo-passageiro conhecido. Ela foi chamada de "Martha" em homenagem a Martha Washington.                           | 1885       | Zoológico de Cincinnati, 1 de setembro de 1914 | [ 90 ] |
| Roy e Silo                | Roy e Silo são dois pinguins-de-barbicha (Pygoscelis antarctica) do Aquário de Nova York, famosos pela sua alegada relação homossexual. | 1987       | 2013                                           | [ 91 ] |

## Rinocerontes
| Nome                 | Motivo do reconhecimento | Nascimento | Morte         | Ref    |
| -------------------- | --- | ---------- | ------------- | ------ |
| Rinoceronte Cacareco | Nas eleições de outubro de 1959 para vereador da cidade de São Paulo, ganhou cerca de 100 mil votos. | 1949       | 1965          | [ 92 ] |
| Clara                | Seu dono (Van der Meer) montou aquilo que é considerada por muitos como a primeira manobra de marketing associado, já que, em torno do espectáculo de observação de Clara, eram vendidos poemas, canções, roupas, pequenas estátuas em bronze, retratos, gravuras e impressões | 1738       | 14 April 1758 | [ 93 ] |

## Tartarugas
| Nome              | Motivo do reconhecimento | Nascimento | Morte               | Ref    |
| ----------------- | --- | ---------- | ------------------- | ------ |
| Lonesome George   | O último indivíduo conhecido das ilhas de galápagos | 1922       | 24 de Junho de 2012 | [ 94 ] |
| Tartaruga Harriet | famosa pela sua idade estimada em 175 anos que fez dela o animal mais velho do planeta. Segundo se diz, Charles Darwin teria se inspirado nela para elaborar a sua teoria da evolução natural. | 1830       | 23 de Junho 2006    | [ 95 ] |

## Touro
|  | Nome hh       | Motivo do reconhecimento | Nascimento    | Morte                | Ref    |
|  | ------------- | --- | ------------- | -------------------- | ------ |
|  | Touro Bandido | foi conceituado melhor touro de rodeio brasileiro e reconhecido internacionalmente por derrubar todos os peões que tentavam montar nele. Mas só um peão conseguiu permanecer por 8 segundos em cima de seu lombo seu nome Carlos Ventura. Ele terminou a carreira em setembro de 2008, com mais de 200 desafios disputados em todo país. | antes de 2002 | 4 de janeiro de 2009 | [ 96 ] |

## Ursos
| Nome              | Motivo do reconhecimento | Nascimento                    | Morte                       | Ref    |
| ----------------- | --- | ----------------------------- | --------------------------- | ------ |
| Knut (urso-polar) | foi o primeiro urso-polar a nascer no Jardim Zoológico de Berlim em mais de 30 anos. | Berlim, 5 de dezembro de 2006 | Berlim, 19 de março de 2011 | [ 97 ] |
| Urso Wojtek       | foi um filhote de urso-siríaco adotado pelos soldados da 22ª Companhia de Suprimentos de Artilharia do Segundo Corpo do Exercito Polonês. Wojtek participou da Batalha de Monte Cassino, ajudando a descarregar caminhões de munição e suprimentos durante o combate. Permaneceu com as tropas até a desmobilização em 1947, quando foi doado ao Zoológico de Edimburgo, na Escócia. | 1942                          | 1963                        | [ 98 ] |

## Vaca
| Nome              | Motivo do reconhecimento                                               | Nascimento          | Morte                  | Ref     |
| ----------------- | ---------------------------------------------------------------------- | ------------------- | ---------------------- | ------- |
| Big Bertha        | foi a vaca mais longeva do mundo                                       | 17 de março de 1945 | 31 de dezembro de 1993 | [ 99 ]  |
| ICH Canela Teatro | Primeira vaca a produzir mais de 10 mil litros de leite durante a vida | 2003                | 7 de novembro de 2023  | [ 100 ] |

## Vegetais
| Nome                     | Motivo do reconhecimento                                                                                    | Nascimento                              | Morte      | Ref     |
| ------------------------ | --- | --------------------------------------- | ---------- | ------- |
| Matusalém (árvore)       | Ser o ser vivo conhecido não-clone mais velho do mundo.                                                     | data de germinação estimada em 2832 A.C | ainda viva | [ 101 ] |
| General Sherman (árvore) | é uma sequóia-gigante conhecida por ser a mais volumosa árvore do mundo. Estima-se o seu volume em 1487 m³. | depois de 2832 a.C                      | ainda viva | [ 102 ] |